# Женска кошаркашка репрезентација Француске
Женска кошаркашка репрезентација Француске представља Француску на међународним кошаркашким такмичењима.

## Учешћа на међународним такмичењима

### Олимпијске игре
| Година         | Турнир                | Пласман               | ИГ                    | П                     | И                     | ДК                    | ПК                    | Разл.                 |
| -------------- | --------------------- | --------------------- | --------------------- | --------------------- | --------------------- | --------------------- | --------------------- | --------------------- |
| 1976. до 1996. | Није се квалификовала | Није се квалификовала | Није се квалификовала | Није се квалификовала | Није се квалификовала | Није се квалификовала | Није се квалификовала | Није се квалификовала |
| 2000.          | Четвртфинале          | 5. место              | 7                     | 5                     | 2                     | 468                   | 414                   | +54                   |
| 2004. до 2008. | Није се квалификовала | Није се квалификовала | Није се квалификовала | Није се квалификовала | Није се квалификовала | Није се квалификовала | Није се квалификовала | Није се квалификовала |
| 2012.          | Финале                | 2. место              | 8                     | 7                     | 1                     | 558                   | 537                   | +21                   |
| Укупно         | 2/10                  |                       | 15                    | 12                    | 3                     | 1026                  | 951                   | +75                   |

### Светска првенства
| Година         | Турнир                | Пласман               | ИГ                    | П                     | И                     | ДК                    | ПК                    | Разл.                 |
| -------------- | --------------------- | --------------------- | --------------------- | --------------------- | --------------------- | --------------------- | --------------------- | --------------------- |
| 1953.          | Финална група         | 3. место              | 6                     | 4                     | 2                     | 289                   | 198                   | +91                   |
| 1957. до 1959. | Није се квалификовала | Није се квалификовала | Није се квалификовала | Није се квалификовала | Није се квалификовала | Није се квалификовала | Није се квалификовала | Није се квалификовала |
| 1964.          | Први круг             | 10. место             | 8                     | 3                     | 5                     | 413                   | 451                   | -38                   |
| 1967.          | Није се квалификовала | Није се квалификовала | Није се квалификовала | Није се квалификовала | Није се квалификовала | Није се квалификовала | Није се квалификовала | Није се квалификовала |
| 1971.          | Финална група         | 6. место              | 9                     | 3                     | 6                     | 535                   | 572                   | -37                   |
| 1975.          | Није се квалификовала | Није се квалификовала | Није се квалификовала | Није се квалификовала | Није се квалификовала | Није се квалификовала | Није се квалификовала | Није се квалификовала |
| 1979.          | Финална група         | 7. место              | 8                     | 2                     | 6                     | 482                   | 525                   | -43                   |
| 1983. до 1990. | Није се квалификовала | Није се квалификовала | Није се квалификовала | Није се квалификовала | Није се квалификовала | Није се квалификовала | Није се квалификовала | Није се квалификовала |
| 1994.          | Први круг             | 9. место              | 8                     | 6                     | 2                     | 652                   | 538                   | +114                  |
| 1998.          | Није се квалификовала | Није се квалификовала | Није се квалификовала | Није се квалификовала | Није се квалификовала | Није се квалификовала | Није се квалификовала | Није се квалификовала |
| 2002.          | Четвртфинале          | 8. место              | 9                     | 4                     | 5                     | 687                   | 645                   | +42                   |
| 2006.          | Четвртфинале          | 5. место              | 9                     | 5                     | 4                     | 638                   | 640                   | -2                    |
| 2010.          | Четвртфинале          | 6. место              | 9                     | 5                     | 4                     | 565                   | 532                   | +33                   |
| 2014.          | Четвртфинале          | 7. место              | 7                     | 4                     | 3                     | 461                   | 425                   | +36                   |
| Укупно         | 9/17                  |                       | 73                    | 36                    | 37                    | 4722                  | 4526                  | +196                  |

### Европска првенства
| Година | Турнир                | Пласман               | ИГ                    | П                     | И                     | ДК                    | ПК                    | Разл.                 |
| ------ | --------------------- | --------------------- | --------------------- | --------------------- | --------------------- | --------------------- | --------------------- | --------------------- |
| 1938.  | Група                 | 4. место              | 4                     | 1                     | 3                     | 94                    | 96                    | -2                    |
| 1950.  | Финална група         | 4. место              | 7                     | 4                     | 3                     | 286                   | 328                   | -42                   |
| 1952.  | Први круг             | 7. место              | 5                     | 3                     | 2                     | 236                   | 202                   | +34                   |
| 1954.  | Финална група         | 6. место              | 8                     | 2                     | 6                     | 407                   | 388                   | +19                   |
| 1956.  | Други круг            | 7. место              | 8                     | 4                     | 4                     | 422                   | 435                   | -13                   |
| 1958.  | Финална група         | 6. место              | 8                     | 4                     | 4                     | 397                   | 435                   | -38                   |
| 1960.  | Није се квалификовала | Није се квалификовала | Није се квалификовала | Није се квалификовала | Није се квалификовала | Није се квалификовала | Није се квалификовала | Није се квалификовала |
| 1962.  | Први круг             | 7. место              | 5                     | 1                     | 4                     | 225                   | 273                   | -48                   |
| 1964.  | Први круг             | 10. место             | 5                     | 0                     | 5                     | 201                   | 279                   | -78                   |
| 1966.  | Први круг             | 11. место             | 7                     | 2                     | 5                     | 386                   | 424                   | -38                   |
| 1968.  | Први круг             | 11. место             | 8                     | 2                     | 6                     | 433                   | 431                   | +2                    |
| 1970.  | Финале                | 2. место              | 7                     | 5                     | 2                     | 397                   | 459                   | -62                   |
| 1972.  | Финална група         | 4. место              | 8                     | 5                     | 3                     | 425                   | 393                   | +32                   |
| 1974.  | Финална група         | 7. место              | 8                     | 3                     | 5                     | 454                   | 472                   | -18                   |
| 1976.  | Финална група         | 4. место              | 6                     | 3                     | 3                     | 343                   | 351                   | -8                    |
| 1978.  | Финална група         | 4. место              | 8                     | 5                     | 3                     | 568                   | 591                   | -23                   |
| 1980.  | Први круг             | 11. место             | 7                     | 3                     | 4                     | 411                   | 441                   | -30                   |
| 1981.  | Није се квалификовала | Није се квалификовала | Није се квалификовала | Није се квалификовала | Није се квалификовала | Није се квалификовала | Није се квалификовала | Није се квалификовала |
| 1983.  | Није се квалификовала | Није се квалификовала | Није се квалификовала | Није се квалификовала | Није се квалификовала | Није се квалификовала | Није се квалификовала | Није се квалификовала |
| 1985.  | Први круг             | 8. место              | 7                     | 3                     | 4                     | 420                   | 418                   | +2                    |
| 1987.  | Први круг             | 8. место              | 7                     | 2                     | 5                     | 455                   | 553                   | -98                   |
| 1989.  | Први круг             | 8. место              | 5                     | 1                     | 4                     | 292                   | 373                   | -81                   |
| 1991.  | Није се квалификовала | Није се квалификовала | Није се квалификовала | Није се квалификовала | Није се квалификовала | Није се квалификовала | Није се квалификовала | Није се квалификовала |
| 1993.  | Финале                | 2. место              | 5                     | 3                     | 2                     | 308                   | 304                   | +4                    |
| 1995.  | Први круг             | 9-14. места           | 6                     | 2                     | 4                     | 394                   | 430                   | -36                   |
| 1997.  | Није се квалификовала | Није се квалификовала | Није се квалификовала | Није се квалификовала | Није се квалификовала | Није се квалификовала | Није се квалификовала | Није се квалификовала |
| 1999.  | Није се квалификовала | Није се квалификовала | Није се квалификовала | Није се квалификовала | Није се квалификовала | Није се квалификовала | Није се квалификовала | Није се квалификовала |
| 2001.  | Финале                | 1. место              | 8                     | 8                     | 0                     | 626                   | 488                   | +138                  |
| 2003.  | Четвртфинале          | 5. место              | 8                     | 5                     | 3                     | 629                   | 561                   | +68                   |
| 2005.  | Четвртфинале          | 5. место              | 8                     | 6                     | 2                     | 559                   | 485                   | +74                   |
| 2007.  | Четвртфинале          | 8. место              | 9                     | 4                     | 5                     | 564                   | 549                   | +15                   |
| 2009.  | Финале                | 1. место              | 9                     | 9                     | 0                     | 568                   | 514                   | +54                   |
| 2011.  | Утакмица за 3. место  | 3. место              | 9                     | 6                     | 3                     | 602                   | 518                   | +84                   |
| 2013.  | Финале                | 2. место              | 9                     | 8                     | 1                     | 630                   | 489                   | +141                  |
| 2015.  | Квалификовала се      | Квалификовала се      | Квалификовала се      | Квалификовала се      | Квалификовала се      | Квалификовала се      | Квалификовала се      | Квалификовала се      |
| Укупно | 28/34                 | 2. титуле             | 199                   | 104                   | 95                    | 11732                 | 11680                 | +52                   |